# Trượt ván trên tuyết tại Thế vận hội Mùa đông 2018 - Vòng loại
Dưới đây là các quy tắc xét tư cách tham dự và phân bổ số suất của môn trượt ván trên tuyết tại Thế vận hội Mùa đông 2018.

## Tiêu chuẩn xét loại
Một vận động viên phải có vị trí top 30 tại một nội dung World Cup sau tháng 7 năm 2016 hoặc tại Giải vô địch thế giới 2017 ở nội dung tương ứng và cũng có số điểm FIS tối đa (100 đối với giant slalom và snowboard cross, 50 đối với các nội dung khác).
Có tổng cộng suất 258 cho các vận động viên tham dự tại đại hội (142 nam và 116 nữ). Mỗi quốc gia có tối đa 26 vận động viên, tối đa 14 nam hoặc 14 nữ.

## Phân bổ số suất
Vào ngày 22 tháng 1 năm 2018 các suất sẽ được phân bổ theo một danh sách (gồm tất cả kết quả World Cup từ tháng 7 năm 2016 và Giải vô địch thế giới 2017). Các suất sẽ được trao cho mỗi quốc gia dựa trên vận động viên xuất hiện trong danh sách bắt đầu từ vị trí số 1 trở xuống, cho tới khi đủ số lượng suất của mỗi nội dung. Khi một quốc gia đủ 4 suất trong một nội dung, các vận động viên còn lại sẽ không được tính nữa. Nếu một quốc gia vượt quá giới hạn 14 trên một giới tính hay quá tổng số 26 người thì quốc gia đó phải tự quyết định ai sẽ tham dự trước ngày 24 tháng 1 năm 2018. Các suất còn trống sẽ lần lượt được trao ở mỗi nội dung bắt đầu từ người đầu tiên chưa được trao suất nào.
| Quốc gia                     | Nam       | Nam       | Nam    | Nam         | Nữ        | Nữ        | Nữ     | Nữ          | Tổng |
| Quốc gia                     | Song song | Lòng máng | Tốc độ | Dốc/Big air | Song song | Lòng máng | Tốc độ | Dốc/Big air | Tổng |
| ---------------------------- | --------- | --------- | ------ | ----------- | --------- | --------- | ------ | ----------- | ---- |
| Andorra                      |           |           | 1      |             |           |           |        |             | 1    |
| Argentina                    |           |           | 1      | 1           |           |           |        |             | 2    |
| Úc                           |           | 3         | 4      |             |           | 2         | 1      | 2           | 12   |
| Áo                           | 4         |           | 4      | 1           | 4         |           |        | 1           | 14   |
| Bỉ                           |           |           |        | 3           |           |           |        |             | 3    |
| Brasil                       |           |           |        |             |           |           | 1      |             | 1    |
| Bulgaria                     | 1         |           |        |             | 1         |           | 1      |             | 3    |
| Canada                       | 2         | 1         | 4      | 4           | 1 0       | 3         | 4      | 3           | 21   |
| Trung Quốc                   |           | 2         |        |             | 3         | 4         |        |             | 9    |
| Cộng hòa Séc                 |           |           | 1      | 1           | 1         |           | 3      | 2           | 8    |
| Phần Lan                     |           | 3         | 1      | 4           |           |           |        | 1           | 9    |
| Pháp                         | 1         |           | 4      |             |           | 3         | 4      | 1           | 13   |
| Đức                          | 3         | 1         | 3      |             | 4         |           | 1      | 1           | 13   |
| Anh Quốc                     |           |           |        | 3           |           |           | 1      | 2 1         | 5    |
| Ireland                      |           | 1         |        |             |           |           |        |             | 1    |
| Ý                            | 4         |           | 4      | 1           | 1         |           | 4      |             | 14   |
| Nhật Bản                     | 2 1       | 4         | 1      | 2           | 3 1       | 4         |        | 4           | 16   |
| Hà Lan                       |           |           | 1      | 1           | 1         |           |        | 1           | 3    |
| New Zealand                  |           | 1         | 1      | 2           |           |           |        | 1           | 5    |
| Na Uy                        |           |           | 1      | 4           |           |           |        | 1           | 5    |
| Ba Lan                       | 1         |           | 1      |             | 3         |           | 1      |             | 6    |
| Vận động viên Olympic từ Nga | 4         | 1         | 2      | 2           | 4         |           | 3 2    | 1           | 16   |
| Slovakia                     |           |           |        |             |           |           |        | 1           | 1    |
| Slovenia                     | 3         | 2         |        |             | 1         | 1         |        |             | 7    |
| Hàn Quốc                     | 3         | 3         |        | 1           | 2         | 1         |        | 1           | 11   |
| Tây Ban Nha                  |           |           | 3      |             |           | 1         |        |             | 4    |
| Thụy Điển                    |           |           |        | 3 2         |           |           |        |             | 2    |
| Thụy Sĩ                      | 3         | 4         | 2      | 4           | 4         | 1         | 3      | 4           | 25   |
| Ukraina                      |           |           |        |             | 1         |           |        |             | 1    |
| Hoa Kỳ                       | 2         | 4         | 4      | 4           |           | 4         | 4      | 4           | 26   |
| Tổng: 30 quốc gia            | 32        | 30        | 40     | 40          | 31        | 24        | 30     | 30          | 257  |

### Các quốc gia khác còn cơ hội nhận suất
Dưới đây là 10 (hoặc ít hơn) quốc gia có vận động viên còn cơ hội nhận suất trong từng nội dung. Nếu có quốc gia từ chối suất thì sẽ có thêm suất bổ sung. Một quốc gia có thể có nhiều hơn một suất một nội dung trong quá trình tái phân bổ. Số trong ngoặc là số suất cần được phân bổ, gạch ngang là từ chối, in đậm là nhận.
Nam
| Song song (1 nhận)                                                                             | Lòng máng | Tốc độ (3 nhận) | Dốc/Big Air (1 nhận)                                                  |
| ---------------------------------------------------------------------------------------------- | --- | --- | --------------------------------------------------------------------- |
| Slovenia · Ba Lan · Canada · Trung Quốc · Đức · Hoa Kỳ · Thụy Sĩ · Thụy Sĩ · Ba Lan · Hàn Quốc | New Zealand · Canada · Đức · Vận động viên Olympic từ Nga · Trung Quốc · Ý · Hàn Quốc · Hàn Quốc · Pháp · Canada | Thụy Sĩ · Argentina · Tây Ban Nha · Hà Lan · Canada · Đức · Vận động viên Olympic từ Nga · Vận động viên Olympic từ Nga · Thụy Sĩ · Nhật Bản | Ý · Argentina · Slovenia · Anh Quốc · Pháp · Áo · Áo · Ý · Đức · Pháp |

Nữ
| Song song (2 nhận, 1 không sử dụng)                                 | Lòng máng                                                                        | Tốc độ (1 nhận)                                                                            | Dốc/Big Air (1 nhận) |
| ------------------------------------------------------------------- | -------------------------------------------------------------------------------- | ------------------------------------------------------------------------------------------ | --- |
| Trung Quốc · Canada · Bulgaria · Slovenia · Ý · Hoa Kỳ · Ý · Canada | Malta · Đức · Úc · Hàn Quốc · New Zealand · Canada · Ba Lan · Thụy Sĩ · Slovenia | Áo · Thụy Sĩ · Anh Quốc · Đức · Vận động viên Olympic từ Nga · Cộng hòa Séc · Andorra · Áo | Cộng hòa Séc · Đức · New Zealand · Slovenia · Hà Lan · New Zealand · Chile · Vận động viên Olympic từ Nga · Na Uy · Croatia |